# Les Jeunes Amants (film, 2022)
Pour les articles homonymes, voir Les Jeunes Amants.
Pour plus de détails, voir Fiche technique et Distribution.
Les Jeunes Amants est un film franco-belge réalisé par Carine Tardieu et sorti en 2022.

## Synopsis
Deux personnes se retrouvent 15 ans après leur première rencontre. Elle a 71 ans, il en a 45, est marié et père de famille. Opposés mais hypnotisés l'un par l'autre, ils se reconnectent. Veuve, mère, grand-mère, Shauna veut réaffirmer qu'elle est une femme après tout,,,.

## Fiche technique
Sauf indication contraire, les informations mentionnées dans cette section peuvent être confirmées par les bases de données cinématographiques IMDb et Allociné,  présentes dans la section « Liens externes ».
- Titre original : Les Jeunes Amants
- Réalisation : Carine Tardieu
- Scénario : Sólveig Anspach[1],[2], Agnès de Sacy, Carine Tardieu, avec la collaboration de Raphaële Moussafir
- Musique : Eric Slabiak
- Photographie : Elin Kirschfink
- Décors : Jean-Marc Tran Tan Ba
- Montage : Christel Dewynter
- Production : Fabrice Goldstein, Antoine Rein et Patrick Sobelman
- Sociétés de production : Ex Nihilo, Karé Productions ; co-production : France 2 Cinéma, Auvergne-Rhône-Alpes Cinéma ; association : SOFICA Cofimage 31
- Société de distribution : Diaphana Distribution
- Budget : 5,12 millions d'euros
- Pays de production :  France -  Belgique
- Langue originale : français
- Format : couleur — 1,66:1 — son Dolby Digital
- Genre : drame, romance
- Durée : 112 minutes
- Date de sortie :
  - France : 2 février 2022

## Distribution
Sauf indication contraire, les informations mentionnées dans cette section peuvent être confirmées par les bases de données cinématographiques IMDb et Allociné,  présentes dans la section « Liens externes ».
- Fanny Ardant : Shauna Loszinsky
- Melvil Poupaud : Pierre Escande
- Cécile de France : Jeanne Escande
- Florence Loiret Caille : Cécilia Loszinsky
- Sharif Andoura : Georges
- Sarah Henochsberg : Rosalie Escande
- Manda Touré : Aïssa Sissoko

## Production

### Tournage
Le tournage s'est déroulé pendant 10 jours sur la première quinzaine d'octobre 2020 à Lyon, notamment à l'Université Lyon 1 (scènes en hôpitaux), au restaurant Les Innocents (bistrot Shauna), au Parc Blandan (skate park), sur les pentes de la Croix Rousse (appartement Georges), ainsi qu'à Villeurbanne (école Louis Armand), Ste Foy-lès-Lyon (piscine) et Pierre Bénite (passerelle hôpital Lyon Sud). Le film s'est également tourné en Ile-de-France et en Bretagne.

## Accueil

### Accueil critique
La presse est globalement élogieuse pour la sortie du film : « célébrant l’amour à tous les âges avec une grande tendresse » pour 20 Minutes, d'une « justesse rarement vue à l'écran » pour Culturebox, « un couple rayonnant » selon les Dernières Nouvelles d'Alsace. Le film a toutefois des critiques plus négatives, Inrockuptibles estimant « difficile d’apprécier la façon avec laquelle la réalisatrice fait éprouver le sentiment amoureux à ces deux personnages ». Sur le site Allociné, le film obtient une moyenne de 3,7/5 à partir de l'interprétation de 26 critiques de presse.

### Box-office
Le jour de sa sortie, le drame se place en 3e position du classement au box-office du cinéma français derrière le long-métrage d'animation Vaillante et la comédie française Super-héros malgré lui. Le film comptabilise 25 503 entrées (dont 7 251 en avant-première) pour 296 copies. Le film se maintient à la même position au bout de sa première semaine d'exploitation avec 152 312 entrées devant Spider-Man : No way home (128 815). Pour sa 2e semaine d'exploitation, le film passe à la 9e position du box-office français avec 100 077 entrées (252 389 cumulées) derrière Tous en scène 2 (100 714) et devant Presque (97 284). Au bout de 4 semaines d'exploitation en France, le film engrange 354 645 entrées cumulées.
| Pays ou région | Box-office      | Date d'arrêt du box-office | Nombre de semaines |
| -------------- | --------------- | -------------------------- | ------------------ |
| France         | 394 109 entrées | 12 avril 2022              | 10                 |
| Total mondial  | 2 867 584 $     | -                          | -                  |

## Distinctions

### Récompenses
- Festival du film de Cabourg 2022 : 
  - Swann de la meilleure réalisation[11]
  - Swann d'or de la meilleure actrice pour Fanny Ardant

### Nominations
- César 2023 : meilleure actrice pour Fanny Ardant